# Anna Edlund-Hansson
Anna Elisabet Edlund-Hansson, född den 22 mars 1875 i Ytterenhörna församling, Södermanlands län, död den 30 januari 1957 i Östra Frölunda församling, Älvsborgs län, var en svensk godsägare och författarinna.
Anna Edlund-Hansson genomgick i sin ungdom Örebro elementarskola för flickor. Hon tilldelades medaljen Illis quorum meruere labores 1945.
Anna Edlund-Hansson var dotter till Erik Edlund och gifte sig 1893 med Mauritz Hansson, som var ägare till Mölneby gård i Östra Frölunda socken i södra Västergötland. De var svärföräldrar till Alf Westergren och Ivar Jung.